# Konungsund
Konungsund är kyrkbyn i Konungsunds socken i Norrköpings kommun i Östergötlands län. Den ligger mellan Ljunga och Östra Husby 500 meter söder om länsväg 209.
I byn återfinns Konungsunds kyrka.